# Серпентин (топ)
Серпентин (енгл. Serpentine, у буквалном преводу змијолики), рано артиљеријско ватрено оружје, настало средином 15. века.

## Карактеристике
Серпентини су били рани тип глаткоцевне артиљерије, развијен средином 15. века. Били су средњег и великог калибра, са дугачким цевима (претежно од бронзе). Гађали су, претежно, гвозденим ђуладима. Као и сличне кулеврине, били су намењени за дејство против живе силе на већим даљинама. Само име оруђа је метафоричко, од латинске речи за змију, пошто су им цеви биле далеко дуже него код бомбарди и мерзера тог времена. У Енглеској 16. века, постојали су лаки серпентини (калибра пола фунте, калибра цеви 1,5 инча и тежине око 200 фунти) и тешки серпентини (калибра 42 фунте, калибра цеви 7 инча и тежине око 5.500 фунти). У исто време у Шпанији, серпентини су били тешки топови, калибра 60-90 фунти.